# بيار بو عاصي
بيار بو عاصي (وُلد 1966) هو سياسي لبناني، يشغل حاليًا منصب عضو مجلس النواب اللبناني ممثلًا عن دائرة بعبدا. شغل بو عاصي منصب وزير الشؤون الاجتماعية من 18 ديسمبر / كانون الأول 2016 حتّى عام 2019. يُعتبر أحد اكبر المنتقدين لحزب الله بشكل عام، ولمشاركة لبنان وحزب الله في معركة طوفان الأقضى بشكل خاص.

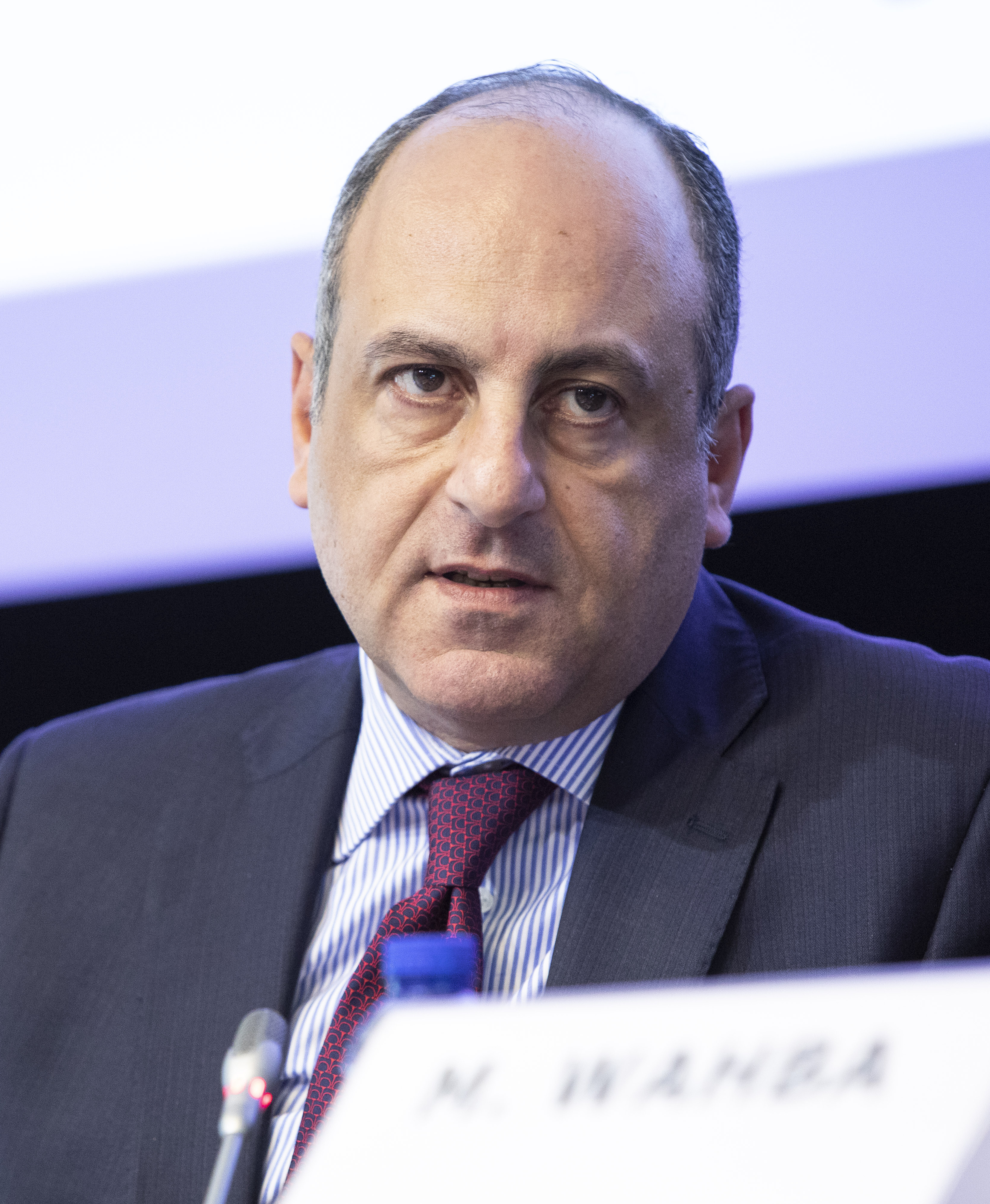
بيار بو عاصي

## حياته المبكرة
وُلد بو عاصي في بلدة العبادية قضاء بعبدا، لعائلة مسيحية مارونية. تلقى علومه في مدرسة "الفرير مون لاسال". عام 1985 انضم إلى منظومة "القوات اللبنانية" وهو طالب في جامعة القديس يوسف. في عام 1991 غادر إلى فرنسا حيث تقيم عائلته، وهناك درس إدارة الأعمال، مما ساعده على الحصول على وظائف في هذا المجال، بما في ذلك العمل في شركة لتجارة النبيذ وإدارة عدة شركات فرنسية.

## نشاطه
خلال السنوات التي أمضاها في فرنسا، كان ناشطًا على المستويين الوطني والسياسي حيث مثل حزب القوات اللبنانية. عام 2011 عاد إلى لبنان ليتسلم منصب رئيس جهاز العلاقات الخارجية في حزب "القوات اللبنانية". بعد استقالة تمام سلام، عيّن ميشال عون سعد الحريري ليشكل حكومة جديدة. وتألفت الحكومة الجديدة من 30 وزيرًا كحكومة وحدة وطنية. في هذه الحكومة عُين بو عاصي وزير الشؤون الاجتماعية.
ترشح بو عاصي في الانتخابات اللبنانية عام 2018 ضمن قائمة "وحدة بعبدة والتنمية" المدعومة من حزب القوات اللبنانية والحزب التقدمي الاشتراكي، وفاز على 11,498 صوتًا. في عام 2022 ترشح مرة أخرى ضمن قائمة "بعبدة السيادة والقرار" وتمكن من الفوز بمقعده ب-14,756 صوتًا. منذ عام 2018 نائب في كتلة "الجمهورية القوية".
خلال تدخل حزب الله في معركة طوفان الأقصى، اتخذ العديد من السياسيين من الأحزاب المسيحية الراسخة في لبنان موقفًا ضد تدخل حزب الله في النزاع بين إسرائيل وحماس. انتقد بو عاصي تدخل حزب الله في الحرب مع إسرائيل، وقال إنه مثل ما ورّط حزب الله الشعب اللبناني في حرب 2006 التي تسبّبت في معاناة آلاف اللبنانيين وكلفت مليارات الدولارات، وإنهم يورطون لبنان مرة أخرى في حرب التي لا تنفع اهل غزة ولا الشعب اللبناني.
في يونيو/حزيران 2024 وجه رئيس كتلة "الوفاء للمقاومة" في مجلس النواب التابعة لحزب الله محمد رعد انتقادات لاذعة للبنانيين الذين، على حد قوله، يهتمون فقط بالسهر، بالشواطئ وبالنوادي، مما يدمّر البلاد ويقوض النضال. وبعد ذلك رد عليه النائب بو عاصي، وقال له أنه "كل لبنان ينهار بسبب سياساتك وانتصاراتك الإلهيّة الوهمية والمدمّرة... ما تكون مفكر صواريخك الإيرانية بتطعمي شعب ساهمت إنت بذبحه من الوريد للوريد؟"

## حياته الشخصية
بيار بو عاصي هو مسيحي ماروني. كان متزوج من ريما الحسيني، لكنها أعلت طلاقها من بو عاسي في تموز 2024.